# Megalurulus
A Megalurulus a madarak osztályának verébalakúak (Passeriformes) rendjébe és a tücsökmadárfélék (Locustellidae) családjába tartozó nem.
Korábban egy szemétkosár-taxonba, az óvilági poszátafélék (Sylviidae) családjába sorolták, de az új besorolás szerint az új tücsökmadárfélék (Locustellidae) családba tartozik.

## Rendszerezés
A nembe az alábbi 5 faj tartozik:
- új-kaledón bozótposzáta (Megalurulus mariei)
- álarcos bozótposzáta (Megalurulus grosvenori) vagy (Cichlornis grosvenori)
- bougainville-szigeti bozótposzáta (Megalurulus llaneae) vagy (Cichlornis llaneae)
- Whitney-bozótposzáta (Megalurulus whitneyi) vagy (Cichlornis whitneyi)
- vörösmellű bozótposzáta (Megalurulus rubiginosus) vagy (Ortygocichla rubiginosa)